# راسيل ماير
راسيل ماير (بالإنجليزية: Russ Meyer) هو لاعب كرة قاعدة أمريكي، ولد في 25 أكتوبر 1923 في بيرو في الولايات المتحدة، وتوفي في 16 نوفمبر 1998 في أوغلسبي في الولايات المتحدة.

## وصلات خارجية
- راسيل ماير على موقع دوري كرة القاعدة الرئيسي (الإنجليزية)
- راسيل ماير على موقعبيزبول رفرنس.كوم (الدوري الرئيسي) (الإنجليزية)
- راسيل ماير على موقعبيزبول رفرنس.كوم (الدوري الثانوي) (الإنجليزية)